# Шведски природњачки музеј
Шведски природњачки музеј (швед. Naturhistoriska riksmuseet), у Стокхолму, један је од два главна  природњачка музеја у Шведској, други се налази у Гетеборгу.
Музеј је 1819. основала Шведска краљевска академија наука, али сеже до колекција које је академија набавила углавном донацијама од оснивања колекција 1739. године. Ове колекције су први пут биле доступне јавности 1786. Музеј је издвојен из Академије 1965.
Један од чувара збирки академије током њене раније историје био је Андерс Спарман, ученик Карла фон Линеа и учесник на путовањима капетана Џејмса Кука. Друго важно име у историји музеја је зоолог, палеонтолог и археолог Свен Нилсон, који је довео у ред раније неорганизоване зоолошке збирке музеја током свог времена чувара (1828–1831) пре него што се вратио у Лунд као професор.
Садашње зграде за музеј у Фрескатију, у Стокхолму, пројектовао је архитекта Аксел Андерберг и завршене су 1916. године, са куполом на врху. Од 2014. године то је највећа музејска зграда у Шведској. Главни кампус Универзитета у Стокхолму касније је изграђен поред музеја.
Музеј има први шведски наменски изграђен IMAX биоскоп са куполом под називом Космонова, који је отворен у посебном анексу музеја 1993. Биоскоп је и највећи планетаријум у Шведској.
Шифра Индекс Хербариорум додељена овом музеју је С и користи се када се цитирају смештени примерци.